# Buried Inside
Buried Inside é uma banda de math metal/metalcore de Ottawa, Canadá formada no ano de 1997. Suas músicas possuem vocais gritados, batidas complexas e guitarras unidas que faz a banda possuir um som único e intrigante. As letras falam de temas complexos como o tempo (como ele nos regula e nos escraviza). Em 2005 a banda assinou com a gravadora Relapse Records e lançou o álbum conceitual Chronoclast: Selected Essays on Times Reckoning and Auto-Cannibalism.

## Formação
- Nick Shaw: vocal
- Andrew Tweedy: guitarra & backing vocal
- Emmanuel Sayer: guitarra
- Steve Martin: baixo & backing vocal
- Mike Godbout: bateria

### Ex-membros
- Matias Palacios-Hardy: guitarra

## Discografia
- In And Of The Self (1999)
- Suspect Symmetry (2001)
- Chronoclast: Selected Essays on Times Reckoning and Auto-Cannibalism (2005)
- Spoils of Failure (2009)